# Nico DeCastris
Nico DeCastris (* 25. Februar 1997 in Montreal, Québec) ist ein kanadischer Schauspieler und ein Model.

## Leben
DeCastris wurde am 25. Februar 1997 in Montreal geboren. Er hat eine Schwester. Schauspielunterricht bekam er von Gary Spatz. 2016 debütierte er in einer Episode der Fernsehserie This Life als Schauspieler. Im Folgejahr hatte er eine Besetzung im Kurzfilm Utakata inne. 2018 fungierte er als Produzent und Drehbuchautor am Kurzfilm The Getaway Kid und übernahm außerdem eine Rollenbesetzung. 2019 erhielt er eine Nebenrolle als Radiosprecher in der Spielfilmproduktion Midway – Für die Freiheit. 2021 folgten Besetzungen im Kurzfilm A Father’s Worst Nightmare, dem Horrorspielfilm Hostage sowie in einer Episode der Fernsehserie Ghosts. 2022 erhielt er die größere Rolle des Xavier im Fernsehfilm The Price of Perfection. Der Film erschien später als Video-on-Demand auf Prime Video und Apple TV. Im selben Jahr war er in drei Episoden der Fernsehserie The Recruit in der Rolle des Jeff Gilbert zu sehen. 2023 erhielt er eine Episodenrolle in der Fernsehserie Wong & Winchester. 2024 spielte er im Katastrophenfernsehfilm Super Icyclone die Rolle des Trey.

## Filmografie (Auswahl)

### Schauspiel
- 2016: This Life (Fernsehserie, Episode 2x02)
- 2017: Utakata (Kurzfilm)
- 2018: The Getaway Kid (Kurzfilm)
- 2019: Midway – Für die Freiheit (Midway)
- 2021: A Father’s Worst Nightmare (Kurzfilm)
- 2021: Hostage
- 2021: Ghosts (Fernsehserie, Episode 1x06)
- 2022: The Price of Perfection (Fernsehfilm)
- 2022: The Recruit (Fernsehserie, 3 Episoden)
- 2023: Wong & Winchester (Fernsehserie, Episode 1x02)
- 2024: Super Icyclone (Fernsehfilm)

### Filmschaffender
- 2018: The Getaway Kid (Kurzfilm; Produktion und Drehbuch)